# Galaxias pullus
Galaxias pullus är en fiskart som beskrevs av Mcdowall, 1997. Galaxias pullus ingår i släktet Galaxias och familjen Galaxiidae. Inga underarter finns listade i Catalogue of Life.